# Matrícula d'honor
|  | No s'ha de confondre amb Distinció de matrícula d'honor a batxillerat. |

La Matrícula d'honor és la qualificació màxima i extraordinària obtinguda en una matèria que generalment permet de matricular-se gratuïtament el curs següent en la matèria equivalent.
D'acord amb el Reial decret 1125/2003, de 5 de setembre, pel qual s'estableix el sistema europeu de crèdits i el sistema de qualificacions en les titulacions universitàries de caràcter oficial de l'Estat espanyol : «La menció de matrícula d'Honor podrà ser atorgada a alumnes que hagin obtingut una qualificació igual o superior a 9. El seu nombre no podrà excedir del 5% dels alumnes matriculats en una matèria en el corresponent curs acadèmic, llevat que el nombre d'alumnes matriculats sigui inferior a 20, en aquest cas es podrà concedir una sola "Matrícula d'Honor".» Es considera el total d'alumnes matriculats en l'assignatura, independentment del nombre d'actes en què s'organitzi l'assignatura en qüestió.
Excepcionalment, cada centre podrà proposar al Consell de Govern la no aplicació de la limitació establerta en el paràgraf anterior a una assignatura per titulació. La proposta haurà de justificar l'excepcionalitat de la mesura, així com establir algun altre criteri que reguli la concessió de matrícules d'honor.

## Efectes econòmics
L'aplicació d'una o diverses matrícules d'honor obtingudes en el curs immediatament anterior, i en els mateixos estudis, donarà lloc a una bonificació en l'import total de la matrícula de l'alumne equivalent a l'import del mateix nombre d'assignatures del curs en què es matriculi. En el cas dels ensenyaments estructurades en crèdits, la bonificació s'efectuarà sobre el mateix nombre de crèdits que componen la matèria en què s'hagi obtingut la matrícula d'honor. La bonificació es durà a terme, un cop calculat l'import de la matrícula.
Segons la Llei 16 de juny 1949: 
Les Facultats, segons la naturalesa de les diverses disciplines, determinaran el caràcter de les proves acadèmiques, que podran ser: 
- Quadrimestrals
- D'assignatura
- De curs
- grups de disciplines
- De conjunt de cursos

Aquestes proves, si fossin satisfactòries, poden ser qualificades amb les notes d'aprovat, notable i excel·lent. Així mateix, es podrà atorgar la menció de "Matrícula d'Honor" a alumnes que hagin obtingut una qualificació igual o superior a 9, segons l'establert al principi d'aquesta pàgina.
Al mateix temps que es regulin les proves acadèmiques per a cada Facultat s'establirà el sistema propi d'incompatibilitats de curs i disciplines.